# Меленевский, Юлиан Марьянович
Юлиан Марьянович Меленевский (Маркиан, Марьян) (укр. Юліян Мар'янович Меленевський) (15 июля 1878, Федюковка, Таращанский уезд Киевской губернии Российской империи — 20 января 1938, Москва) — украинский политический деятель, революционер, дипломат, публицист.

## Биография
Из дворян Киевской губернии. Окончил гимназию в Киеве. За участие в студенческом движении был исключён из Новоалександрийского института сельского хозяйства и лесоводства. Обучался на юридическом факультете Петербургского университета. Пользовался большим авторитетом среди революционной молодёжи.
Убеждённый социалист, называл себя профессиональным революционером и все средства, унаследованные от родителей, тратил на «дело русской революции». Партийные клички и публицистические псевдонимы — Басок, Гилька, Масойлович и др.
В конце 1890-х годов был одним из основателей в Киеве «Группы сельскохозяйственных рабочих-социал-демократов Киевской губернии». Группа установила связь со сторонниками И. Стешенко и Лесей Украинкой.
В 1899 году во время уличной демонстрации был арестован в Киеве, сослан, позже эмигрировал за границу.
В 1900—1904 годах — член Революционной украинской партии, работал в Киевской губернии, после в Заграничном комитете РУП в Львове.
С 1905 по 1906 год жил с супругой за границей, по возвращении в Россию был арестован и приговорен к ссылке в Сибирь. Бежал оттуда по паспорту своего умершего брата.
В 1904—1911 годах после раскола Революционной украинской партии, стал одним из основателей и руководителей — идеологом украинского социал-демократического союза «Спилка». В начале 1905 года «Спилка» объединилась с меньшевистской фракцией Российской социал-демократической рабочей партии с автономными правами. Входил в редколлегию венской «Правды».
После разгрома «Спилки» в 1912—1913 годах сотрудничал в большевистской печати, готовил обзоры рабочего движения в странах Западной Европы. В 1913—1914 годах инициировал объединение Украинской социал-демократической рабочей партии и социал-демократической «Спилки».
Во время Первой мировой войны один из лидеров Союза освобождения Украины, был его представителем в Стамбуле. Входил в состав президиума Всеобщей украинской рады в Вене, принимал активное участие в переговорах с турецким правительством по оказанию помощи в вопросе создания самостоятельного Украинского государства.
С 1919 по 1921 год вместе с Я. Олесницким занимал должность советника украинской дипломатической миссии УНР в Великобритании. Более двадцати пяти лет прожил в Лондоне.
По приезде в СССР в 1929 году, поселился в Харькове. Был арестован и 18 месяцев находился в тюрьме. Позже освобождён. До очередного ареста жил в Москве, где работал в Госплане.
Осенью 1937 года его и младшего сына снова арестовали по обвинению в терроризме и шпионаже. Приговорен к расстрелу. Приговор был приведен в исполнение в тот же день — 20 января 1938 года. Захоронен на полигоне Коммунарка.